# Bahenka uherská
Bahenka uherská (Viviparus acerosus) je druh velkého sladkovodního plže z čeledi bahenkovití.

## Areál rozšíření
Vyskytuje se v povodí Dunaje (Rakousko, Bulharsko, Chorvatsko, Česká republika – pouze na Moravě, Slovensko, Německo, Maďarsko, Rumunsko), jeho nepůvodní rozšíření zahrnuje od roku 2007 i Nizozemsko. 

## Popis
Ulity jsou až 6 cm vysoké a asi 4 cm široké. Samice jsou o něco štíhlejší (= menší šířka) než samci. Ulity jsou šedožluté se třemi více či méně výraznými červenými pruhy na závitech. Celkem se vytvoří sedm závitů. Vrchol je malý a špičatý. První dva závity se mírně zvětšují a jsou poměrně ploché, ale následující závity se zvětšují velmi rychle, poněkud více do výšky než do šířky. 